# M.F.A.
M. F. A. é um filme de suspense americano de 2017 dirigido por Natalia Leite e escrito por Leah McKendrick. É estrelado por Francesca Eastwood, Clifton Collins Jr., Leah McKendrick, Peter Vack, David Huynh, Marlon Young, David Sullivan, Michael Welch e Mike Manning. O filme foi lançado em 13 de outubro de 2017, pela Dark Sky Films.

## Enredo
Noelle, uma estudante introvertida de pós-graduação em artes plásticas da Califórnia, aceita um convite para uma festa feito por um belo colega de classe, por quem ela tem uma queda, apenas para ser atraída para o seu quarto, onde ele a estupra. Na noite seguinte, Noelle confronta seu estuprador e, em um momento de raiva, acaba o matando acidentalmente. Mas, para sua surpresa, uma onda inesperada de inspiração começa gradualmente a alimentar tanto a sua expressão artística estagnada quanto a sua sede de vingança contra agressores de outras mulheres. Agora, Noelle torna-se uma vigilante impiedosa que usa seu o recém descoberto sex-appeal para servir sua causa. Quando ela ataca o homem que anos antes agrediu sua amiga Skye, acaba sendo descoberta tanto por sua amiga quanto pela polícia. No final, após a cerimônia em que ela recebe o Mestrado em Belas Artes e discursa como oradora da turma, ela acaba sendo presa.

## Elenco
- Francesca Eastwood como Noelle
- Clifton Collins Jr. como Kennedy
- Leah McKendrick como Skye
- Peter Vack como Luke
- David Huynh como Shane
- Marlon Young como Professor Rudd
- David Sullivan, como Cavanaugh
- Michael Welch como Mason
- Mike Manning como Jeremiah
- Andrew Caldwell como Ryder
- Kyler Pettis como Conor

## Laçamento
O filme estreou no South by Southwest em 13 de março de 2017. Em 8 de junho de 2017, a Dark Sky Films adquiriu os direitos de distribuição do filme, o qual foi lançado em 13 de outubro de 2017, pela produtora.